# Tommy Flanagan (aktor)

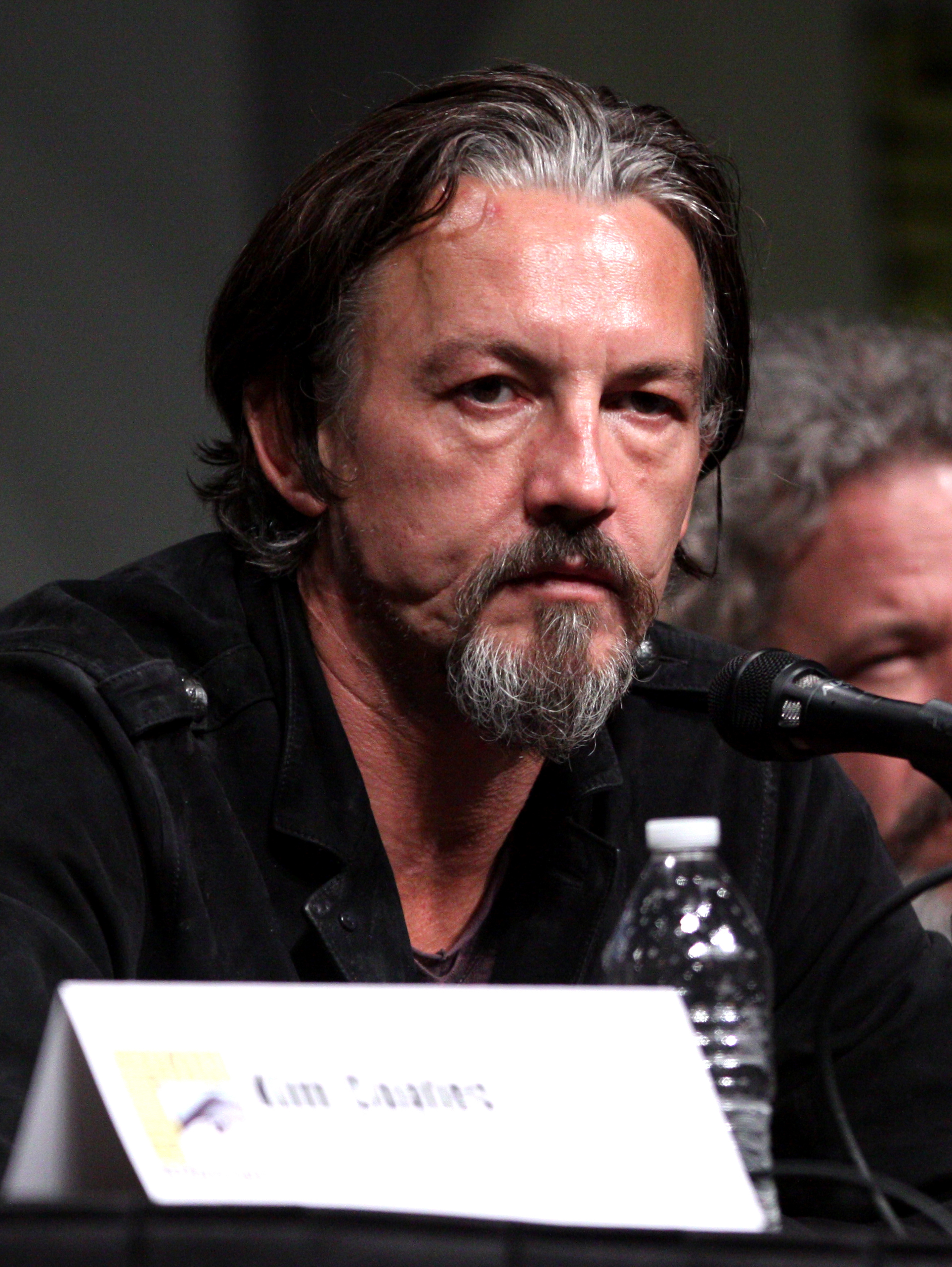
Tommy Flanagan (2012)

Tommy J. Flanagan (ur. 3 lipca 1965 w Glasgow) – szkocki aktor teatralny, filmowy i telewizyjny.

## Życiorys

### Wczesne lata
Urodził się w Glasgow, w Szkocji w rodzinie katolickiej jako trzecie z piątki dzieci Elizabeth i Davida Flanagana. Jego młodszy brat Andrew również został aktorem. Dorastał w Easterhouse w Glasgow. Początkowo pracował jako malarz, malarz pokojowy i dyskdżokej w lokalnych klubach, zanim został zawodowym aktorem. Jego charakterystyczne blizny twarzy są wynikiem ataku nożem na zewnątrz klubu nocnego, gdzie pracował jako DJ.

### Kariera
Na początku lat 90. grywał w licznych spektaklach teatru eksperymentalnego Roberta Carlyle, w tym Wasted I, Wasted II, Lot nad kukułczym gniazdem i MacBeth. W 1992 zadebiutował niewielką rolą w serialu Black and Blue. Występował z grupą teatralną Rain Dog, gdzie dostrzegł go Mel Gibson i ostatecznie zaangażował do przełomowej roli aroganckiego buntownika Morrisona w filmie Braveheart. Waleczne serce (Braveheart, 1995).
W 2000 Flanagan zagrał postać Cycero, lojalnego zwolennika Maximusa (w tej roli Russell Crowe) w filmie Gladiator. To utorowało drogę do innych ról, m.in. Liczą się tylko Frankliny (All About the Benjamins, 2002), Sin City: Miasto grzechu (Sin City, 2005) i As w rękawie (Smokin’ Aces, 2006). W jednym z odcinków siódmego sezonu serialu 24 godziny (24, 2009) wystąpił w roli handlarza bronią Gabriela Schectera. W serialu FX Synowie Anarchii (Sons of Anarchy, 2008-2014) zagrał banitę motocyklistę Filipa „Chibsa” Telforda.

## Filmografia

### Filmy
- 1995: Braveheart. Waleczne serce (Braveheart) jako Morrison
- 1997: Święty (The Saint) jako Scarface
- 1997: Bez twarzy (Face/Off) jako Leo
- 1997: Gra (The Game) jako adwokat/taksówkarz
- 2000: Gladiator jako Cicero
- 2000: Sunset Strip jako Duncan
- 2001: Martwe psy kłamstwa (Dead Dogs Lie) jako Michael
- 2001: Atylla (Attila, TV) jako Bleda
- 2002: Liczą się tylko Frankliny (All About the Benjamins) jako Williamson
- 2003: Aniołki Charliego: Zawrotna szybkość (Charlie’s Angels: Full Throttle) jako irlandzki poplecznik
- 2004: Obcy kontra Predator (Alien versus Predator) jako Mark Verheiden
- 2004: Trauma jako Tommy
- 2005: Sin City: Miasto grzechu (Sin City) jako Brian
- 2006: Kiedy dzwoni nieznajomy (When a Stranger Calls) jako nieznajomy
- 2006: As w rękawie (Smokin’ Aces) jako Lazlo Soot
- 2006: Ostatni zrzut (The Last Drop) jako szeregowy Dennis Baker
- 2008: Bohater z wyboru (Hero Wanted) jako Derek
- 2010: Smokin' Aces 2: Assassins' Ball jako Lazlo Soot
- 2013: Martwy policjant (Officer Down) jako ojciec Reddy
- 2017: Papillon. Motylek (Papillon) jako zamaskowany Breton
- 2020: American Fighter jako McClellen

### Seriale TV
- 1993: Taggart jako Tam McLeod
- 1997: Bad Boys jako Harry
- 2008–2014: Synowie Anarchii (Sons of Anarchy) jako Filip „Chibs” Telford
- 2009: 24 godziny (24) jako Gabriel Schector
- 2010: Magia kłamstwa (Lie to Me) jako Ron Marshall
- 2011: Detroit 1-8-7 jako Albert Stram
- 2012: Prawo i porządek: sekcja specjalna (Law & Order: Special Victims Unit) jako Murphy
- 2013: Peaky Blinders jako Arthur Shelby senior
- 2015: Zemsta (Revenge) jako Malcom Black